# MEIS1
MEIS1 (англ. Meis homeobox 1) – білок, який кодується однойменним геном, розташованим у людей на короткому плечі 2-ї хромосоми.  Довжина поліпептидного ланцюга білка становить 390 амінокислот, а молекулярна маса — 43 016.
| 10         |  | 20         |  | 30         |  | 40         |  | 50         |
| ---------- |  | ---------- |  | ---------- |  | ---------- |  | ---------- |
| MAQRYDDLPH |  | YGGMDGVGIP |  | STMYGDPHAA |  | RSMQPVHHLN |  | HGPPLHSHQY |
| PHTAHTNAMA |  | PSMGSSVNDA |  | LKRDKDAIYG |  | HPLFPLLALI |  | FEKCELATCT |
| PREPGVAGGD |  | VCSSESFNED |  | IAVFAKQIRA |  | EKPLFSSNPE |  | LDNLMIQAIQ |
| VLRFHLLELE |  | KVHELCDNFC |  | HRYISCLKGK |  | MPIDLVIDDR |  | EGGSKSDSED |
| ITRSANLTDQ |  | PSWNRDHDDT |  | ASTRSGGTPG |  | PSSGGHTSHS |  | GDNSSEQGDG |
| LDNSVASPST |  | GDDDDPDKDK |  | KRHKKRGIFP |  | KVATNIMRAW |  | LFQHLTHPYP |
| SEEQKKQLAQ |  | DTGLTILQVN |  | NWFINARRRI |  | VQPMIDQSNR |  | AVSQGTPYNP |
| DGQPMGGFVM |  | DGQQHMGIRA |  | PGPMSGMGMN |  | MGMEGQWHYM |  |            |

A: Аланін

C: Цистеїн

D: Аспарагінова кислота

E: Глутамінова кислота

F: Фенілаланін

G: Гліцин

H: Гістидин

I: Ізолейцин

K: Лізин

L: Лейцин

M: Метіонін

N: Аспарагін

P: Пролін

Q: Глутамін

R: Аргінін

S: Серин

T: Треонін

V: Валін

W: Триптофан

Кодований геном білок за функціями належить до активаторів, білків розвитку. 
Задіяний у таких біологічних процесах як транскрипція, поліморфізм, альтернативний сплайсинг. 
Білок має сайт для зв'язування з ДНК. 
Локалізований у ядрі.